# بيتر مورتيمر (لاعب دوري الرغبي)
بيتر مورتيمر (بالإنجليزية: Peter Mortimer)‏ هو لاعب دوري الرغبي أسترالي، ولد في 22 ديسمبر 1957 في Yagoona, New South Wales ‏ في أستراليا.